# 네이트 판
네이트 판(이하 판)은 포털사이트 네이트에서 운영하는 비실명, 비로그인제도의 개방형 게시판이다. ‘타인을 해하지 않는 모든 자유를 행하라 (Liberty consists in the freedom to do everything which injures no one else)’ 는라는 커뮤니티 규약을 갖고 있으며 영화, 책, 리뷰, 요리, 여행 등 다양하고 제한이 없는 주제의 게시물들이 공유된다. 판에는 다양한 전문 정보들이 제공되는 게시판도 있지만 현재 사용자들의 개인적인 사연이나 경험에 대한 이야기를 다루는 게시판인 ‘톡톡섹션’이 가장 활성화되어 있다.

## 변천사
판은 2006년 8월 네이트닷컴의 게시판으로 개설된 이후 많은 변화를 겪었다. 그 중 약 3번의 큰 개편을 통해 지금의 형태를 갖추게 되었다. 개설 이후 2012년 4월까지의 개편 및 변화 내역은 다음과 같다.
- 2007년 4월 개편

네이트 게시판의 ‘판’과 ‘톡톡’ 섹션이 통합되었다. 또한 ‘판’의 시사/경제 이슈, ‘톡톡’의 연예/생활정보 등 주제별로 따로 찾아 들어가야 했던 여러 개의 채널을 모아 한곳에서 모두 접할 수 있게하였다. 그에 따라 연애, 결혼, 생활 관련 게시판인 ‘톡톡’, 사회, 정치, 경제, 스포츠 등의 시사관련 토론 게시판인 ‘헤드라인’, 연예관련 정보 게시판인 ‘엔터톡톡’ 섹션이 강화되었다. 이 개편 때 ‘성인마당’ 게시판이 ‘언더월드’’게시판으로 개명되기도 했다.
- 2007년 6월 1일

작성한 게시물에 달린 댓글을 작성자가 직접 삭제가 불가능하여 불편하다는 사용자들이 의견을 수렴하여 글쓴이가 직접 리플을 관리할 수 있는 기능을 추가하였다.
- 2007년 7월 4일

사용자가 직접 제작한 동영상 및 최근 화제가 되고 있는 동영상을 공유할 수 있는 공간인 판TV가 신설되었다.
- 2007년 7월 27일

정보통신망 이용촉진 및 정보보호 등에 관한 법률 제 44조의 5 (게시판이용자의 본인확인) 에 의거하여 제한적 본인 확인제를 시행하였다. 그에 따라 본인확인을 하지 않은 이용자의 게시물 작성이 제한되었고 글/리플을 작성할 때 최초 1회, 이름과 주민등록번호로 본인확인을 하는 절차를 거치도록 했다.
- 2007년 8월 개편

2007년 8월 개편은 주로 판 게시판의 디자인에 관한 것이었다. 대표적으로 판 로고가 변경되었다. 변경된 로고는 말풍선을 형상화한 것으로 판이 제공하는 소통의 즐거움을 강조했다. 변경된 로고에 맞게 게시판 디자인과 컬러도 변경하였으며 가독성을 높이기 위해 텍스트 사이즈를 키우고 디자인을 변경하였다. 또한 게시글을 읽고 감상평을 자유롭게 달 수 있는 꼬리말기능을 추가하였으며 게시글 끝에 퍼가기 버튼은 만들어 판을 카페나 블로그로 쉽게 퍼갈수 있도록 하였다.
- 2007년 9월 28일

2007년 6월 25일 네이트 판을 운영하는 SK Communications사와 엠파스사가 합병되었다. 그 결과 9월 28일부터 엠파스에서도 판 서비스를 볼 수 있게 되었다.
- 2008년 12월 29일

그동안 개별적으로 운영되었던 엠파스 판이 네이트 판에 통합되었다.
- 2009년 2월 26일

판 서비스 검색에 대한 몇몇 변화가 있었다. 우선 원하는 판을 쉽고 빠르게 검색하여 찾을 수 있도록 검색결과 페이지가 보기쉽게 바뀌었다. 또한 각 채널의 판리스트 상단에 검색창이 생겨 채널 내 검색이 가능해졌으며 닉네임 검색 기능도 새롭게 지원하기 시작했다. 이렇게 검색된 내역이 실시간으로 반영되어 최근에 쓰여진 판도 검색결과창에서 확인 가능해졌다.
- 2009년 4월 21일

최근 인기 있거나 화제가 되는 이미지 및 사진을 공유할 수 있는 ‘판포토’ 섹션이 신설되었다.
- 2009년 6월 18일

판 서비스의 글쓰기 기능에 변화가 있었다. 첫째로 이미지 첨부 기능이 강화되어 업로드 가능한 이미지 수가 10개로 제한 되었던 것에서 50MB 내 무제한 업로드 가능한 것으로 바뀌었으며 이미지 자르기나 사이즈 조정과 같은 편집 기능도 지원되게 되었다. 또한 동영상 업로드 서비스에도 변화가 생겼다. 판 TV를 이용하는 경우 동영상을 이미지처럼 글 중간 어디라도 삽입할 수 있고, 100MB가 넘지 않는 동영상을 여러 개 올릴 수 있게 되었다. 게시물뿐만 아니라 댓글에도 동영상을 첨부할 수 있게 되었으며 외부의 동영상을 올리는 것도 외부컨텐츠 업로드 기능을 사용, URL복사를 통해 간단히 가능하게 되었다. 게시글을 작성할 때 밑줄효과나 줄간격, 따옴표 넣기, 표 넣기, 펼침글 등의 기능을 사용할 수 있게 되었으며 구매한 유료글꼴을 사용하여 글을 쓸 수 있게 되었다.
- 2009년 8월 5일

싸이월드 광장과 판이 통합되어 게시판이 확장되었다. 이 때 생긴 가장 큰 변화는 기존 싸이월드 광장의 게시판이 다양한 이름의 판 채널이 되었다는 것이다. 사회이슈에 대한 심층 있는 토론을 하는 이슈토론, 일상에서 필요한 정보를 공유하는 생활정보, 패션과 미용에 대한 정보를 다루는 뷰티•패션, 전국의 맛집에 대한 정보와 여러 가지 요리레시피, 각종 볼거리를 비롯한 여행정보를 공유하는 요리•맛집•여행, 본인이 직접만든 UCC를 업로드 할 수 있는 나도 스타 채널 밖에도 생활•리뷰, 연예.스포츠, 사랑.감성, 배꼽조심 유머, 프로필.문답 등의 채널이 개설되었다.
- 2009년 10월 29일

보고 있는 판과 관련된 내용의 판이 자동으로 추천되는 기능이 생겼다. 또한 게시물을 작성할 때 관련 채널이 추천되는 기능이 업그레이드 되었다.
- 2009년 12월 3일

'꼬리말' 기능의 사용률이 저조한 것으로 판단되어 종료되었다.
- 2010년 1월 27일

판TV 섹션 서비스가 종료되었다.
- 2010년 3월 8일

판쓰기와 리플쓰기 영역에서 작성자명의 기본노출이 '닉네임으로 쓰기'에서 '실명으로 쓰기'로 변경되었다.
- 2010년 11월 19일 개편

판이 2012년 4월 현재와 비슷한 형식을 갖게 된 것은 2010년 11월 개편을 통해서이다. 이번 개편으로 판의 기존 채널들이 36개 카테고리로 정리되어 사용자들이 주제에 맞는 채널에 쉽게 글을 쓸 수 있도록 되었다. 세대별 이야기를 나눌 수 있는 카테고리와 여자, 남자들만의 카테고리가 새로 개설되기도 했다. 이전에 작성한 글과 비슷한 글을 작성할 때 ‘이어지는 글’ 설정을 할 수 있도록 하여 작성한 글 페이지에 이어지는 글 제목과 링크가 표시되는 기능도 추가되었다. 또한 이 36개의 카테고리별로 실시간, 일간, 주간, 월간 베스트 인기글을 선정하여 제공하는 서비스를 시작하였다. 리뷰, 뷰티, 문화, 여행, 요리 등의 5개 섹션이 새롭게 개설되어 카테고리별로 컨텐츠를 쉽게 공유할 수 있도록 사이트를 정비하기도 했다. 또한 오늘의 영화소식, 스타&스타일,알뜰살뜰 노하우, 나만의 재미여행TIP, TV속 맛집여행기 등 섹션별로 특화된 컨텐츠들이 추가되었다. 업로드한 게시물을 트위터와 커넥팅으로 지인들과 쉽게 공유할 수 있도록 하는 기능도 추가되었으며 섹션별로 유명 전문가들의 칼럼을 제공하는 서비스를 시작하였다. 이 개편을 통해 판포토의 디자인과 기능도 개선되었으며 판포토에 댓글을 달 수 있는 기능이 추가되었다. 기존에 제공되던 동영상 서비스가 ‘동영상’섹션으로 독립하면서 디자인, 카테고리 구성, 플레이어 등의 다양한 면에서 변화를 겪기도 했다.
- 2011년 6월 1일

톡톡 섹션에 ‘10대 이야기’ 카테고리를 신규 생성하고 전국고민자랑(KBS) 서비스를 종료하였다. 또한 동영상섹션 스페셜 채널 통합 작업을 통해 기존11개 채널을 6개 채널로 변경하였다. 채널 변경 내용은 다음 표와 같다.
| 변경 전       | 변경 후      |
| ------------- | ------------ |
| 별별동영상    | 별별동영상   |
| 뮤직갤러리    | 별별동영상   |
| 추천영화      | 별별동영상   |
| 인터뷰/메이킹 | 예고편       |
| 특별영상      | 예고편       |
| 예고편        | 예고편       |
| 영화OST       | 예고편       |
| 스타쉽        | 스타쉽       |
| 싸이BGM       | 싸이BGM      |
| 플럭서스뮤직  | 플럭서스뮤직 |
| 유니버셜뮤직  | 유니버셜뮤직 |

- 2012년 3월

남성전용 카테고리와 동물관련 카테고리를 생성해 달라는 많은 사용자들의 의견에 따라 톡톡섹션 내 3개의 신규 카테고리 '남자들끼리만', '남자들의 속깊은이야기', '동물/분양/노하우' 카테고리가 신설되었다.

## 구성
판은 크게 홈, 문화, 뷰티, 리뷰, 여행, 요리, 톡톡, 그리고 동영상 섹션으로 나뉘어 있다. 각각의 섹션에서 다뤄지는 항목이 다른만큼 섹션들이 가지는 성격이나 특성에도 차이가 있다. 다음은 각 섹션에 대한 설명이다.

### 홈
판 사이트에 맨 처음 접속하면 ‘홈’화면으로 가게 된다. 이 화면은 판 게시판의 내용을 한눈에 확인할 수 있도록 정리해 놓은 곳이다. 정보 섹션의 문화/뷰티/리뷰/여행/요리 카테고리의 주요 내용이 제공되며, 톡톡 섹션의 오늘의톡/판포토/톡커들의선택도 제공된다. 동영상 섹션의 베스트 동영상 1위-10위가 표시되며 페이지의 하단에는 각 섹션의 인기 키워드와 날짜 별 오늘의 판이 제공된다.

### 문화
문화 섹션은 공연/전시, 인테리어, 가정/육아, 재테크, 취미, 연애/결혼, 생활의 팁 카테고리로 이루어져있다. 각 카테고리에는 주제와 맞는 다양한 인터넷기사들이 업로드되기도 하고 사용자가 직접 쓴 글이 올라오기도 하나 사용도가 높은 편인 섹션은 아니다. 간혹 카테고리와 상관없는 정치적, 상업적 기사가 업로드되기도해 불만이 제기되기도 한다.

### 뷰티
패션, 뷰티, 건강, 다이어트, 쇼핑 카테고리로 구성되어있는 뷰티 섹션은 사용자들이 작성한 판보다는 광고성 기사들이 주를 이루는 섹션이다. 게시되는 인터넷기사도 이미지 등을 통해 간접광고를 목적으로 하는 것이 많은데 그 때문인지 이 섹션 역시 활성도가 높은 편은 아니다. 패션 카테고리에서는 인터넷쇼핑몰 등의 광고가, 뷰티 카테고리에서는 화장품 회사 등의 광고가 많다.

### 리뷰
리뷰 섹션은 자동차, 영화, 게임, smart, 책, IT/디카, 음악 카테고리로 이루어져있다. 관련 행사나 신상품을 소개하는 기사들이 주로 업로드된다.

### 여행
여행섹션은 여행코스나 방문해 볼만한 국내외 장소들을 소개하는 글들이 게시되는 채널이다. 국내여행, 해외여행, 데이트코스, 레포츠 카테고리로 이루어져있으며 각종 축제들에 대한 소개글도 많다. 여행지를 소개하는 글이 대부분이나 그 외에도 가끔 여행 후기 등의 글이 올라오기도 한다.

### 요리
요리레시피, 맛집탐방, 요리노하우, 푸드정보 카테고리로 이루어져있는 요리 섹션은 다양한 먹을거리들에 대한 글들을 다룬다. 여러 가지 요리의 레시피나 전국의 맛집을 소개하는 글이 대부분이다.

### 톡톡
톡톡 섹션은 사용자들의 개인적인 경험이나 사연을 공유하는 곳으로 판 내에서 가장 활성화되어있고 그 규모도 가장 크다. 보통 네이트 판 유저라고하면 톡톡 섹션에서 활동하는 사람들을 일컫는다. 다수의 카테고리로 구성되어 있으며 테마에 맞는 사진들을 모아 게시할 수 있는 판포토 서비스도 제공한다. 각 카테고리에서 사용자들이 올린 게시글들 중에 많은 사람들의 공감을 얻어 화제가 된 인기톡들은 오늘의 톡이나 톡커들의 선택이 된다. 추천수와 댓글수가 많은 글이 선정되며 인기톡이 되면 톡톡 섹션 메인화면에 글이 소개된다. 각각의 카테고리에 대한 설명은 다음과 같다.
- 사는얘기

사용자들이 일상 속에서 겪은 소소한 즐거움이나 안타까운 사연 등을 가볍게 공유할 수 있는 곳이다. 모든 연령이 자유롭게 게시글을 올리고 의견을 나눈다.
- 10대 이야기/20대 이야기/30대 이야기/40대 이야기/50대 이야기

각 연령대의 사용자가 공통의 관심사를 공유할 수 있는 게시판이다. 각각의 연령대 별 게시판이 마련되어 있기는 하지만 판 사용자의 대부분이 10대, 20대인 관계로 사실상 나머지 연령대를 위한 게시판의 사용률은 저조하다. 특히 50대 이야기 채널은 거의 제 기능을 상실하였다.
- 남편vs아내

부부간의 불화나 배우자에 대한 불만사항을 공유하는 게시판이다. 이혼을 고려하고 있는 부부들이 고민을 토로하기도 하고 불화를 해결할 방법을 묻기도 한다.
- 남자들끼리만

2012년 3월에 신생된 채널로 남성 사용자들만 글을 게시할 수 있으며 댓글 기능 또한 남성 사용자들에 한해 가능하다. 기존에 ‘여자들끼리만’이라는 이름으로 여성 사용자들만을 위한 게시판은 있었지만 남성 사용자들을 위한 게시판은 존재하지 않아 형평성에 어긋난다는 사용자들의 의견을 수렴하여 개설되었지만 여성 사용자들에 대한 지나친 비방이나 음담패설이 난무하는 게시판이 되고 있어 사용자들의 비판이 제기되고 있다.
- 여자들끼리만

여성 사용자에 한해 게시물 작성을 허용하는 여성 전용 카테고리이다. 연애 상담이나 신체, 외모에 대한 상담 등 여성들끼리 공감할 수 있는 내용의 게시물들이 주로 공유된다.
- 결혼/시집/친정

개인적인 사연을 공유하는 판 게시판의 특성상 가장 활발한 활동이 이루어지는 카테고리 중 하나인 결혼/시집/친정 카테고리에서는 결혼 전후 생기는 다양한 문제에 대한 내용의 게시물이 공유된다. 결혼을 앞둔 사용자들이 고민을 나누는 경우도 있고 결혼 후의 생활에서 어려움을 겪고 있는 사용자들이 고충을 털어놓기도 한다. 남편, 아내간의 불화뿐만 아니라 고부간의 갈등이나 시누이와의 갈등 등 여러 가지 내용이 다뤄진다. 게시자의 고충에 공감해주고 적극적으로 도움을 주려고 하는 사용자들이 많다. 이혼관련 상담을 하는 사용자들도 상당수를 차지하는데 다른 사용자들이 법적 대응법 등의 조언을 해주기도 한다.
- 맞벌이 부부 이야기

맞벌이 부부들이 직장에서의, 가정에서의 고충을 공유할 수 있도록 마련된 카테고리이지만 현실적으로 거의 사용되고 있지 않다. 맞벌이에 바쁜 부부가 포털사이트 게시판에서 활동할 시간이 없기 때문에 사용자가 적을 수 밖에 없다는 것이 일반적인 설명이다. 기본적으로 이용하는 사람의 수가 적기 때문에 베스트 게시물의 수도 잘 채워지지 않고 댓글수나 조회수도 다른 채널에 비해 현저히 낮다.
- 임신,출산,육아

임산부나 출산을 하고 아이를 키우는 사용자들이 이야기를 나누고 정보를 공유하는 카테고리이다. 임신중인 사용자가 몸조리나 태아 건강에 관련된 질문을 하기도하고 출산 후 후기를 올리거나 육아 관련 조언을 구하는 글이 게시하기도 한다. 임신한 후 직장에서 억울하게 해고된 사용자들의 하소연이 올라오기도 한다.
- 남자들의 속깊은이야기

2012년 3월에 신생된 카테고리이다. 이성교제 중인 남성 사용자들이 연애에 대한 조언을 구하거나 이별 후 심정을 토로하는 글, 군대 관련 내용을 다루는 글 등 남성들끼리 공감할 수 있는 내용의 게시물이 주로 올라온다.
- 세상에 이런일이

황당한 일이나 억울한 일, 믿을 수 없는 일, 충격적인 일 등을 겪은 사용자들이 경험을 공유하는 카테고리이다. 평소에 일어날 수 있을 것이라고 생각하지 못했던 일 또는 문제를 겪은 사용자들이 경험담을 쓰거나 문제 해결을 위한 조언 등을 구한다. 신선하고 파격적인 사진이나 글로 많은 사용자들의 반응을 이끌어내는 게시물들이 많다.
- 나 억울해요

직장, 학교, 학원, 가정 등에서 부당한 대우를 받아 억울했던 경험을 공유하는 게시판이다. 부당하게 피해를 입고 있으나 사회적 약자의 입장에 있거나 방법을 몰라 대응을 하지 못하는 사용자들이 억울함을 호소하거나 다른 사용자들에게 조언을 구한다. 실제로 어떠한 억울한 사건에 대해 도움을 요청하는 글이 올라오면 타 사용자들이 댓글이나 쪽지를 통해 법적 대응 방법 등의 전문적인 해결책을 제시해주거나 개인적으로 연락해 경제적인 도움을 주는 경우도 적지 않다.
- 이슈토론

사회문제나 정치적 이슈에 대한 의견을 주고받을 수 있도록 마련된 카테고리이나 사용률을 저조하다. 판은 개인적인 사연을 나누는 게시판으로서의 역할이 특화되어있어 사회이슈를 심도 있게 다루는 기능은 비교적 취약하다. 이는 판 유저의 연령층이 대부분 10대, 20대라는 사실에서 나타나는 특징 중 하나이기도 하다.
- 묻고 답하기

주제에 제한이 없는 질문게시판이다. 일상생활 속에서 궁금했던 점이 있거나 어떤 문제에 대해 많은 사람들의 의견을 듣고 싶은 사용자들이 게시물을 올린다.
- 대한민국

우리나라와 관련된 국제 이슈나 논란을 다루는 카테고리이다. 일본, 중국과의 영토분쟁이나 정치적, 외교적 사안에 대한 게시글이 올라온다.
- 개념 상실한 사람들

상식에 맞지 않는 행동이나 도덕적으로 옳지 못한 행동, 일반적 통념에서 벗어나는 행동을 하는 사람들의 이야기를 공유하는 공간이다. 그런 행동을 하는 사람들에 의해 피해를 입은 사람들이 타인의 의견을 듣고 도움을 청하기 위해 게시물을 작성하기도 한다.
- 사랑과 이별

사용자들이 사랑과 이별에 대한 경험을 공유하기도 하고 연애상담을 하기도 하는 카테고리이다.
- 해석 남/여

남자와 여자의 차이에 대한 글을 게시하는 카테고리이다. 어떠한 상황에 대한 남녀의 다른 입장, 다른 시선에 대한 이야기를 나눈다. 이성의 생각을 알아보고 이해하기 위해 타인의 의견을 묻는 글들이 많다.
- 사랑, 고백해도 될까요?

사랑하는 사람이 있지만 고백할 용기가 없거나 여건이 안돼 망설이고 있는 사람들이 하소연을 하거나 게시글을 통해 마음을 표현하는 곳이다. 상대가 우연히 자신이 올린 글을 보고 마음을 알아주기를 바란다며 상대에 대한 마음과 고백할 수 없어 답답한 자신의 심정을 글로 적어 올리는 경우가 대부분이다. 상대가 자신의 글을 보고 알아봐줬으면 하는 마음에서 자신과 상대방의 이니셜을 써놓은 글이 많다는 것이 이 게시판의 특징 중 하나이다.
- 지금은 연애중

연애 중인 커플들이 자신들의 일화나 경험담을 나누는 카테고리이다. 자신들이 겪었던 재미있는 일이나 기발한 이벤트 등을 공유한다. 주기적으로 게시물을 연재하는 커플도 있어 게시자의 팬이 생기는 경우도 있다.
- 군화와 고무신

연애중에 남자친구를 군대로 떠나보낸 여자 또는 여자친구를 두고 군입대를 하는 남자가 글을 올리는 카테고리이다. 군 입대 전 참고할 사항들을 알려주는 글이 올라오기도 한다. 2년의 시간동안 떨어져있어야 하는 것에 대한 불안함과 상대에 대한 그리움을 공유하는 경우가 많다. 또는 그 기간을 견디지 못하고 이별을 택하는 연인들의 이야기도 찾아볼 수 있다.
- 헤어진다음날

연인과 헤어진 사람들이 슬픔을 하소연하는 공간이다. 그동안 연인에게 서운한 것이 있어도 말하지 못했던 일들을 털어놓거나 헤어진 연인의 욕을 하기도 하지만 이별을 후회하거나 이제 볼 수 없는 옛연인에 대한 그리움을 토로하는 글이 대부분이다. 사랑을 잃고 힘들어하는 글쓴이에게 이별을 겪은 또 다른 사용자들이 댓글을 통해 용기를 주기도하고 충고를 해주기도 한다.‘사랑, 고백해도 될까요?’채널과 함께 본인과 상대의 실명, 또는 이니셜을 언급하는 글이 많은 채널이다.
- 배꼽조심 유머

자신이 겪은 재미있는 일상의 에피소드나 농담을 공유하는 카테고리이다. 많은 사람들의 공감을 이끌어낼 수 있는 일상 속 웃긴 일들부터 단순한 언어유희, 재미있는 이미지까지 다양한 즐길거리들이 올라온다.
- 웃기는 사진/동영상

재밌는 사진이나 동영상을 게시할 수 있는 공간이다. 사진과 동영상이 주를 이루나 재밌는 댓글이나 글들을 모아서 올리는 경우도 있다.
- 엽기&호러

엽기적, 충격적인 일화, 이미지, 동영상, 기괴하고 소름끼치는 사진이나 동영상 등이 공유되는 카테고리이다. 혐오감을 불러일으키는 사진이나 동영상을 담고있는 게시글들이 많으며 기발한 아이디어와 관련된 글들도 올라온다.
- 카툰&플래시

본인이 직접 그린 캐릭터, 만화 등의 이미지나 플래시파일 등을 공유하는 곳이다. 재미있는 만화를 소개하는 글이 올라오기도 한다. 그러나 ‘글을 올리기만 하면 베스트 톡 되는 곳’이라는 인식이 퍼져있을 정도로 사용도가 매우 낮다.
- 동물/분양/노하우

2012년 3월에 신생된 카테고리로 주로 동물들의 사진을 공유하는 용도로 사용되는 게시판이다. 자신의 반려동물의 사진을 올리는 경우도 많고 희귀한 동물들의 사진을 올리는 경우도 많다. 이 채널이 생기기 전에도 동물과 관련된 판에 많은 사람들이 관심을 보여왔었기 때문에 생긴지 얼마 되지 않았지만 매우 활성화되어있다.
- 직장인

직장에서 겪는 일들을 공유하는 카테고리이다. 성차별을 당하는 여직원의 이야기나 상사에게 받는 스트레스에 관한 이야기와 같이 직장에서 겪는 고충을 토로하는 글이 주를 이룬다. 직장인들이 공감할 수 있는 생활 속에서의 일화들도 많이 소개된다.
- 알바 경험담

아르바이트를 하는 사람들이 경험담을 나누는 카테고리이다. 고용자에게 부당한 대우를 받는 경우 억울함을 호소하기도 하고 문제 해결을 위한 조언을 구하기도 한다. 아르바이트를 할 때 제일 화나는 상황, 곤란하게 만드는 손님 등에 대한 이야기도 나눈다.
- 백수&백조이야기

일자리가 없는 사람들이 심경을 토로할 수 있는 카테고리이다. 구직 정보를 공유하기도 하고 면접에 대한 조언을 구하기도 한다. 그러나 사용자는 그리 많지 않아 베스트 톡 목록이 채워지지 않는 경우도 많다.
- 직장 여성의 애환

직장이 있는 여성들의 말하기 곤란한 고민이나 불만이 공유되는 곳이다. 성차별적인 발언이나 행동으로 상처를 받았거나 화가 난 여성 사용자들이 이야기를 나눈다. 주로 성희롱 관련 이슈가 많이 대두된다.
- 엔터톡

엔터톡 카테고리에는 주로 연예인 관련 글들이 게시된다. 아이돌을 좋아하는 팬들이 스타에 대한 의견과 사진을 공유한다. 팬 문화 자체에 대한 게시물들도 많이 올라온다는 것이‘스타/스포츠’카테고리와 구별되는 특징이다. 간혹 팬덤들 간에 충돌이 일어나 문제가 되기도 한다.
- 여행/휴가

여행 정보나 휴가 후기 등을 올릴 수 있도록 마련된 게시판이지만 사용률은 매우 저조하다. 대부분의 여행 정보, 후기는 따로 존재하는 판 게시판의 여행섹션에 올리는 경우가 많기 때문인 것으로 분석된다.
- 스타,스포츠

연예인이나 스포츠 경기, 스포츠 스타에 대한 글을 업로드할 수 있는 카테고리이다. 이슈가 되는 방송 프로그램이나 신인 연예인들에 대한 글들도 쉽게 찾아볼 수 있다.
- 출사

출사의 경험을 겪은 사용자들이 이야기를 나눌 수 있도록 마련된 카테고리이지만 사용률이 매우 저조하다. 게시되는 글들도‘출사’와 관련있기보다는 내용 없는 글 들이 대부분이며 그렇기 때문에 베스트 글이 없는 경우도 많다.
- 언더월드

20세 이상 성인만 이용 가능한 성인전용 카테고리로 이 카테고리의 판을 읽기 위해서는 실명인증이 필요하다. 판 내에서 성인용 컨텐트가 포함된 게시물은 언더월드 채널에만 게시할 수 있으므로 전체 사이트의 건전한 분위기를 유지하는데 큰 도움이 된다는 의견이 많다.
- 믿음과 신앙

다양한 종교의 가치관과 사상에 대한 토론이 이루어지는 카테고리이다. 대표적인 예로 창조설자들과 진화 생물학자들 간의 논쟁이 일어나기도 하고 진정한 신앙인의 자세에 대해 토론을 하기도 한다. 특정 종교에 대한 비하발언이나 비난이 심각해질 경우 사용자들간에 불화가 생기는 경우도 적지 않다.

### 판포토
판포토는 사용자들이 한 주제를 정해 그에 관련된 사진들을 모아 게시할 수 있는 곳이다. 연예인 사진, 동물 사진, 음식 사진 등 다양한 주제의 사진들이 업로드되나 연예인 사진이 가장 큰 비중을 차지한다. 게시된 사진에 대한 댓글을 작성할 수 있으며 '원본 보기'를 클릭해 갤러리 형식이 아닌 일반 게시글로 열람이 가능하다.

### 동영상
이 섹션은 연예 / 방송, 뉴스 / 사건사고, 뮤직비디오, 스포츠 / 게임, 영화 / 애니메이션, 공연 / 취미 / 요리, 유머 / 패러디, 가족 / 아기 / 동물, 노래 / 연주 / 댄스, 기타 의 10개 카테고리로 구성되어 있다. 각각의 카테고리에서는 판 사용자들이 찍은 동영상이나 외부에서 가져온 동영상들이 공유되며 인기도에 따라 급상승 동영상이나 베스트 동영상으로 선정되어 동영상 섹션 메인 화면에 게시되기도 한다. 스페셜 채널로 플럭서스 뮤직, 예고편, 별별동영상, 스타쉽, 유니버설 뮤직, 싸이BGM, 드림캠페인, 스타크래프트영상 등의 채널이 개설되어 있으며 이슈에 따라 새롭게 생겼다가 사라지는 이벤트성 채널도 있다. 메인 화면에는 스타/연예, 컬쳐n뉴스, 나도!스타 등의 채널도 마련되어 있다.

## 특징
‘판’의 가장 큰 특징은 사업자에 의해 정해진 주제만을 이야기하는 타 게시판과는 달리 사용자 스스로 자유롭게 주제를 만들어 토론할 수 있다는 것이다. 그렇기 때문에 타 사이트에서 운영하는 게시판들에서보다 개인적인 이야기가 더 많이 다뤄지는데 글쓴이가 글을 작성할 때에 어떤 인물의 실명이나 거주지 등의 정보를 누설할 경우 개인 정보 침해의 문제가 발생하기도 한다. 특히 남을 비방하는 글에 상대의 정보를 거론했을 경우 판 사용자들이 그 인물을 찾아내 개인 홈페이지에 욕설을 남기거나 쪽지로 비난하는 등 의 일이 자주 일어난다. 비슷한 커뮤니티로 거론되는 사이트에는 디시인사이드, 일베저장소, 다음 아고라 카페, 쭉빵카페, 뉴쭉빵카페 등이 있으나 각각의 내용상, 성격상 분명한 특징이 있어 구별된다.

## 사용자의 불만/요구사항
판은 지금까지 여러번의 개편과 새로운 서비스 개발로 변화해 왔다. 사용자들의 불만과 요구사항 등의 의견을 수렴하여 사이트에 반영하는데 대표적인 예로 2012년 3월 네이트 판 톡톡섹션 내 3개의 신규 카테고리가 열린 것을 들 수 있다. 많은 사용자가 남성과 동물 카테고리를 생성해 달라는 의견을 제시한 결과 네이트 판은 신규 카테고리로 '남자들끼리만', '남자들의 속깊은이야기', '동물/분양/노하우'를 개설하였다.
그러나 개정된 사이트가 항상 좋은 반응을 얻는 것은 아니다. 실제로 기존 톡게시판의 카테고리에 여성 사용자들만 글을 게시할 수 있는 ‘여자들끼리만’게시판에 대응하여 2012년 3월에 개설된‘남자들끼리만’ 게시판은 , 음란하거나 불건전한 내용의 게시물이 만연한 곳이 되어 건전한 사이트를 만드는 데 악영향을 끼치고 있다는 비판이 이어지고 있다. 이 외에도 새로운 서비스 중 사용도가 낮다고 판단되는 서비스들은 다시 종료되기도 한다. ‘꼬릿말’ 기능이나 ‘판TV’ 섹션이 대표적인 예이다.

### 참조 웹사이트
- 네이트 판 공지사항
- SK Communications